# Träskvidafink
Träskvidafink (Euplectes hartlaubi) är en fågel i familjen vävare inom ordningen tättingar. Den hittas i våtmarker i centrala Afrika. Beståndet anses vara livskraftigt.

## Utseende och läte
Häckande hane träskvidafink är en mestadels svart vävare med lång stjärt. Nordliga fåglar har kortare stjärt och huvudsakligen orange på skuldrorna, medan sydliga är mer långstjärtade med en gul och orange skulderfläck. Honan är streckad och brun, hanen utanför häckningstid likaså men behåller sin färgglada fläck på skuldran. Bland lätena hörs lågt raspiga, kvittriga och fräsande ljud.

## Utbredning och systematik
Träskvidafink förekommer i centrala Afrika. Den delas in i två underarter med följande utbredning:
- Euplectes hartlaubi humeralis - förekommer från högländerna i Nigeria till Kamerun, Kongo-Kinshasa, Uganda och västra Kenya
- Euplectes hartlaubi hartlaubi - förekommer i Angola till södra Demokratiska republiken Kongo och Zambia

## Levnadssätt
Fågeln häckar i våtmarksmiljöer. Efter häckningen kan den ses i olika typer av öppna miljöer.

## Status
Arten har ett stort utbredningsområde och beståndet anses stabilt. Internationella naturvårdsunionen IUCN listar den därför som livskraftig (LC).

## Namn
Fågelns vetenskapliga artnamn hedrar Karel Johann Gustav Hartlaub (1814-1900), tysk ornitolog och samlare.